# Nightshade (jeu vidéo)
Pour les articles homonymes, voir Nightshade.
Nightshade, connu au Japon sous le titre Kunoichi, est un jeu vidéo d'action développé par Wow Entertainment pour l'éditeur Sega. Il est distribué sur PlayStation 2 à partir de novembre 2003. Le jeu fait partie de la série Shinobi, un grand classique du jeu d'action/plates-formes des années 1980 et 90.
C'est la suite directe à Shinobi de 2002 paru sur PlayStation 2. Le personnage principal n'est plus Hotsuma mais un ninja féminin nommé Hibana.

## Système de jeu

Logo du jeu au Japon. Kunoichi signifiant femme ninja a contrario de Shinobi pour l'homme.